# Stanisław Kłak (nauczyciel)
Stanisław Kłak (ur. 21 kwietnia 1954) – polskich nauczyciel, związkowiec.
Absolwent Zespołu Szkół Spożywczych w Jarosławiu (1973), Akademii Nauk Społecznych w Warszawie na kierunku ekonomii i historii (1985). Studia podyplomowe z negocjacji i mediacji układów zbiorowych pracy, z zakresu prawa pracy i prawa oświatowego oraz z informatyki.

## Kariera zawodowa i osiągnięcia
W latach 1973–1974 nauczyciel w Szkole Podstawowej w Majdanie Sieniawskim, a od 1974 - w Szkole Podstawowej w Krasne (powiat przeworski). Jako nauczyciel prowadził społecznie zajęcia pozalekcyjne w ramach kółka matematycznego i - w ostatnich latach - z informatyki dla uczniów szkół podstawowych i gimnazjów.
Przez kilka kadencji radny gminy Adamówka. Dzięki jego staraniom wyremontowano w latach 1990-1993 wszystkie szkoły podstawowe na terenie gminy. Osobiście nadzorował i prowadził remont kapitalny SP w Krasnem, angażując do pracy społecznej mieszkańców trzech wiosek oraz skutecznie zabiegając o pozabudżetowe środki. Przyczynił się do wybudowania w latach 2000-2001 jedynego gimnazjum w gminie. 
W okresie transformacji ustrojowej i przeprowadzanych później w oświacie zmian strukturalnych zadbał, by nie ucierpiała wiejska oświata, przede wszystkim jednak, by obyło się bez zwolnień pracowników oświaty. Pomagał również dzieciom z rodzin ubogich i patologicznych oraz ich rodzinom, dla których w latach 1992-1998 uzyskał dodatkową pomoc materialną i rzeczową od Polonii Amerykańskiej.

## Działalność związkowa
Równocześnie działał w strukturach OPZZ województwa przemyskiego, a obecnie podkarpackiego. Aktualnie jest członkiem Rady Wojewódzkiej OPZZ w Rzeszowie i od 1998 przewodniczącym Rady OPZZ w Przeworsku. Wielokrotnie podejmował mediacje w zakładach pracy, celem rozwiązania nabrzmiałych konfliktów pracowniczych.
Od 1974 czołowy działacz ZNP szczebla lokalnego i centralnego, znawca prawa oświatowego, pełnomocnik stron powodowych i skuteczny obrońca nauczycieli w Sądach Pracy województwa podkarpackiego i poza Podkarpaciem, autor wielu poradników, opinii i ekspertyz z zakresu prawa oświatowego, prawa pracy, twórca projektów regulaminów wynagradzania nauczycieli z obszernym komentarzem, a także programów działania dla Oddziałów, Okręgów i ZG. Aktywny uczestnik i prowadzący wiele spotkań z władzami związkowymi, państwowymi i samorządowymi, organizator ogólnopolskich imprez, między innymi Przeglądu Kabaretów Nauczycielskich (1984, 1986, 1998), Przeglądu Chórów Nauczycielskich, plenerów malarskich i innych.
W 1983 r. uczestniczył w reaktywowaniu struktur ZNP w gminie Adamówka i województwie przemyskim.

## Funkcje w ZNP
W latach 1986–1998 był oddelegowanym do pracy w Związku Nauczycielstwa Polskiego w którym pełnił różne funkcje. Był między innymi:
- (1983-1990) wiceprezesem Okręgu w Przemyślu,
- (1990-1999) prezesem Okręgu w Przemyślu,
- (od 1999) jest wiceprezesem Okręgu Podkarpackiego w Rzeszowie,
- (od 1994) członkiem ZG w Warszawie,
- (od 1983) Prezesem Oddziału w Adamówce.

Uczestnik wszystkich Krajowych Zjazdów Delegatów w Warszawie od 1983 i aktywny pracownik Komisji Statutowych na tych Zjazdach.
Aktualnie - członek Komisji Organizacyjnej ZG ZNP w Warszawie oraz Komisji Gospodarczej i ds. Majątku ZG, doradca prawny przy Zarządzie Okręgu w Rzeszowie.